# Jamie Paul Rock
Jamie Paul Rock ist ein kanadischer Produzent von Fernsehserien und Filmen.

## Leistungen
Zu Beginn seiner Berufslaufbahn sammelte Jamie Paul Rock sieben Jahre lang Erfahrungen in verschiedenen Filmgenres beim SCTV Comedy Network, wo er als Regieassistent begann und  als Line Producer endete. Etwa fünfzehn Jahre lang wechselte er zwischen Regieassistenz und Produktion, bis er schließlich nur noch produzierte. Er war einer der Regieassistenten von Regisseur René Bonnière bei der kanadischen Fernsehserie Adderly. Rock wirkte in seiner inzwischen über fünfundzwanzigjährigen Berufslaufbahn in der Filmbranche an verschiedenen Fernsehserien und Fernsehfilmen mit. In Toronto leitete er die Produktion der Agentenserie Nikita, die von Joel Surnow erdacht wurde und in der Peta Wilson und Roy Dupuis die Hauptrollen verkörperten. 
Rock wurde in den Jahren 1992, 1993, 1994, 1998 und 1999 bei den kanadischen Gemini Awards nominiert. Davon erhielt er die drei ersten Nominierungen für die Comedy-Fernsehserie Maniac Mansion, die beiden anderen für die dramatische Serie Nikita, geteilt mit dem Produzenten Jay Firestone. 
Rock hat einen Sohn, der die Universität besuchte. 

## Filmografie

### Produzent
- 1981: SCTV Network 90 (Fernsehserie) als associate producer
- 1990: Maniac Mansion (Fernsehserie)
- 1994: TekWar: Die Fürsten des Todes (TekWar: TekLords)
- 1995: Tek War – Krieger der Zukunft (TekWar, Fernsehserie) als supervising producer
- 1995: Derby als supervising producer: Atlantis
- 1996: Tucker James der Highschool Blitz (Flash Forward, Fernsehserie) als producer: Disney Channel
- 1997–2001: Nikita (La Femme Nikita, Fernsehserie)
- 2001–2004: Mutant X (Fernsehserie)
- 2003: Playmakers (Fernsehserie)
- 2006: ReGenesis (Folgen: The Cocktail, Escape Mutant, Dim & Dimmer)

### Weiteres
- 1980: Ein Professor geht aufs Ganze (Nothing Personal) als Regieassistent (assistant director)
- 1981: SCTV Network 90 (Fernsehserie) als first assistant director
- 1989: Wo ich zuhause bin (Where the Spirit Lives) als first assistant director
- 1989: Glory! Glory! als first assistant director
- 1990: Tommy – Der Träumer (Angel Square) als first assistant director
- 1995: Harrison Bergeron – IQ Runner als Produktionsleiter (executive in charge of production)
- 1996: Twisters – Die Nacht der Wirbelstürme (Night of the Twisters) als Second Unit director